# Wurfkörper 361
La Wurfkörper 361 fue una granada de fusil desarrollada por Alemania y utilizada por la Wehrmacht durante la Segunda Guerra Mundial. La Wurfkörper 361 fue diseñada para ser disparada desde una Leuchtpistole, pistola de bengalas en  español.

## Diseño
La Wurfkörper 361 era una granada que se podía disparar desde la Leuchtpistole 34, Leuchtpistole 42 o Sturmpistole, que les daba a las tropas alemanas un lanzagranadas pequeño y liviano para atacar objetivos a corto alcance que no podían ser atacados satisfactoriamente por armas de infantería o artillería sin poner en peligro a las tropas amigas.
La granada Wurfkörper 361 se formó atornillando una varilla de baquelita o madera en una Eierhandgranate 39 que permitía dispararla desde una Leuchtpistole. Dentro de la base de la varilla había una cápsula fulminante dentro de un tubo de aleación de aleación que se conectaba a una espoleta cronométrica en la base de la granada. La Leuchtpistole era una pistola de bengalas con cañón basculante y se cargaba un cartucho de fogueo con casquillo de latón o aluminio en la recámara de la pistola. Luego se quitaba el pasador de seguridad en la base de la varilla, armando la granada, para después insertar la varilla en la boca del cañón hasta que se hasta que se encajaba en la boca del cartucho de fogueo. La pistola se cerraba y el martillo era armado para disparar. Cuando el arma disparaba, la varilla y la granada eran expulsados del cañón y el percutor en la base de la varilla golpeaba una cápsula fulminante, cuyo fogonazo subía por el tubo y encendía la espoleta. Una vez que la espoleta cronométrica terminaba de arder, la granada detonaba.
La Wurfkörper 361 era considerada más efectiva que la Wurfgranate Patrone 326 debido a su mayor carga explosiva, pero cada granada tenía su propia misión. La Wurfgranate Patrone 326 se empleaba para fuego directo de ángulo bajo donde se necesitaba alcance y precisión, mientras que la Wurfkörper 361 se usó para fuego indirecto de ángulo alto donde sus esquirlas serían útiles. La Wurfkörper 361 no se recomendaba para emplearse a distancias menores de 46 m (50 yardas), debido al riesgo de esquirlas y su alcance máximo estaba limitado aproximadamente a 78 m (85 yardas) a 45° porque la granada tenía una espoleta de 4,5 segundos.

## Galería

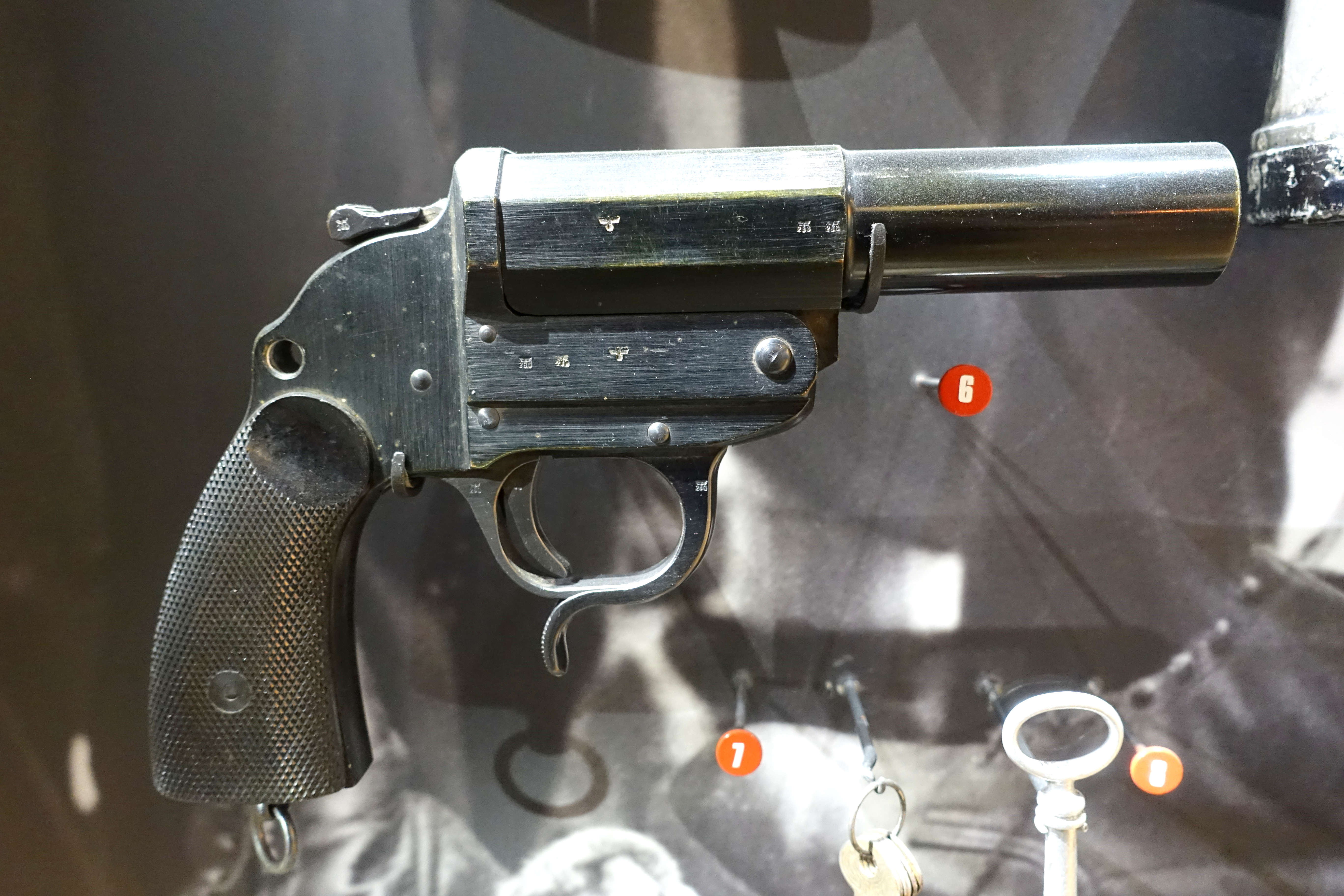
Una Leuchtpistole 34.
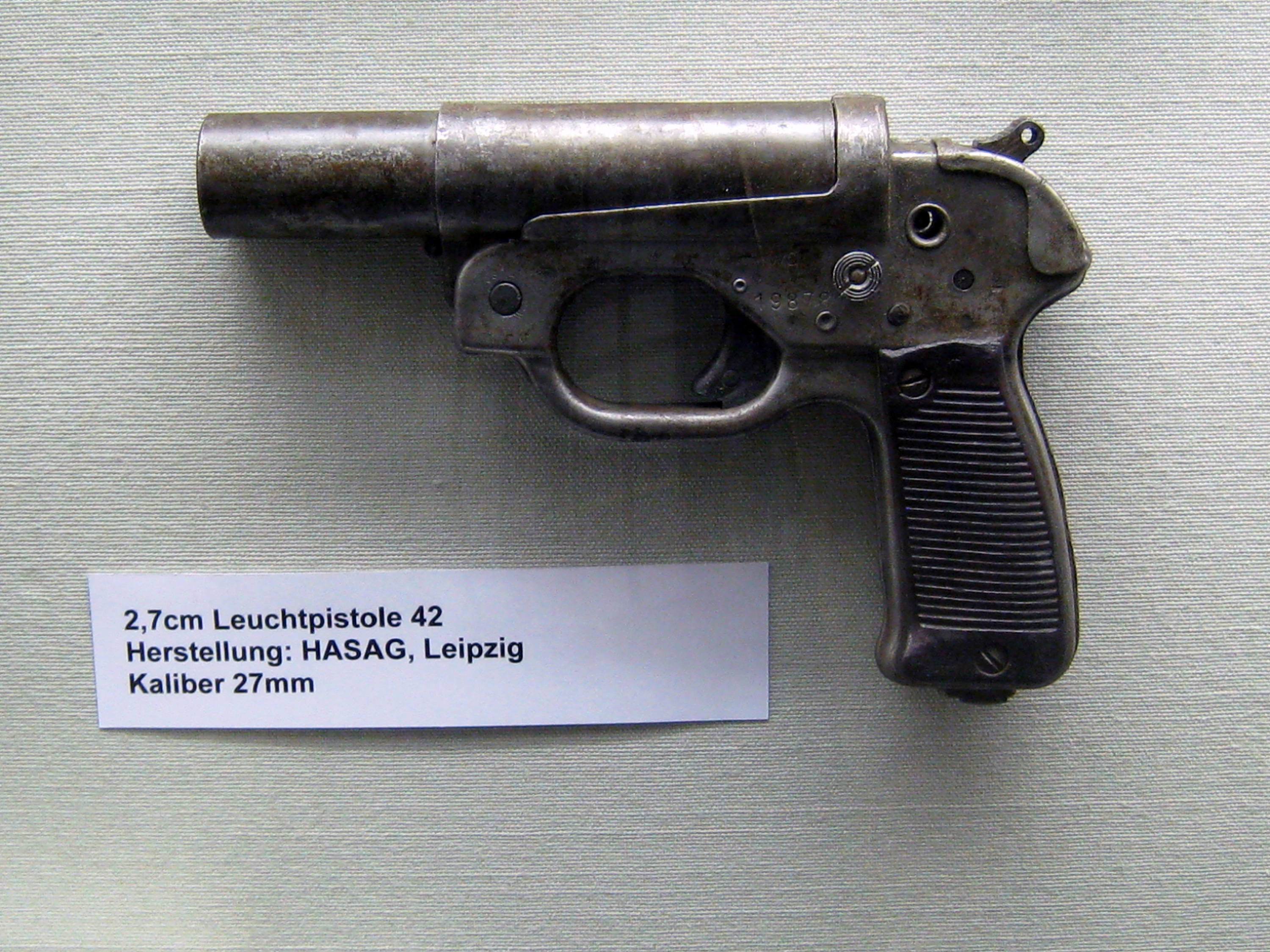
Una Leuchtpistole 42.
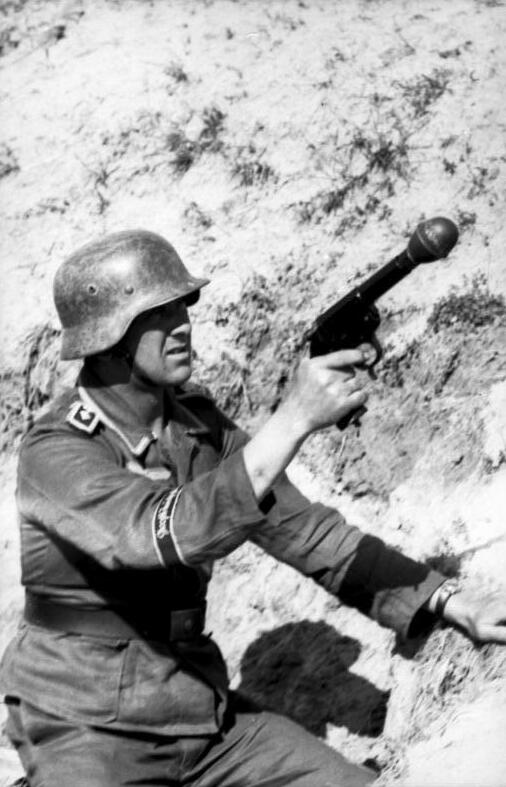
Soldado con una Sturmpistole cargada con Wurfkörper 361.